# Hirooki Arai
Hirooki Arai (Prefectura de Nagano, Japón, 18 de mayo de 1988) es un atleta japonés, subcampeón mundial en 2017 en la prueba de 50 kilómetros marcha.

## Carrera deportiva
En los JJ. OO. de Río 2016 gana el bronce en 50 kilómetros marcha, tras el eslovaco Matej Tóth (oro) y el australiano Jared Tallent (plata).
En los Campeonatos Mundiales de Atletismo de Londres 2017 gana la medalla de plata en la misma prueba, tras el francés Yohann Diniz (oro) y por delante de su compatriota el también japonés Kai Kobayashi (bronce).
En el Campeonato del mundo de marcha atlética por equipos de 2018 terminó en primera posición en la prueba de 50 km, con un tiempo de 3h:44:25.

## Mejores marcas personales
| Mejores marcas personales | Mejores marcas personales | Mejores marcas personales | Mejores marcas personales |
| Distancia                 | Tiempo                    | Lugar                     | Fecha                     |
| ------------------------- | ------------------------- | ------------------------- | ------------------------- |
| 5000 m.                   | 19:05.46                  | Kumagaya, Japón           | 21 de mayo de 2016        |
| 10 000 m.                 | 39:17.66                  | Yamaguchi, Japón          | 11 de octubre de 2014     |
| 10 km.                    | 39:32                     | Kobe, Japón               | 19 de febrero de 2017     |
| 20 km.                    | 1h:19:19                  | Kobe, Japón               | 18 de febrero de 2018     |
| 35 km.                    | 2h:38:22                  | Daegu, Corea del Sur      | 3 de septiembre de 2011   |
| 50 km.                    | 3h:40:20                  | Wajima, Japón             | 19 de abril de 2015       |